# Narva Kreenholmi staadion
Narva Kreenholmi staadion – wielofunkcyjny stadion znajdujący się w mieście Narwa, w Estonii. Na tym stadionie swoje mecze drużyna piłkarska JK Narva Trans. 
Stadion może pomieścić 2 200 widzów.